# José Urquizo Maggia
José Antonio Urquizo Maggia (Ayacucho, 13 de febrero de 1967) es un profesor, catedrático de universidad y político peruano. Fue ministro de Defensa y ministro de la Producción durante el gobierno de Ollanta Humala. Además, fue también congresista de la República por Ayacucho en 2 periodos.

## Biografía
Nació en Ayacucho, el 13 de febrero de 1967.
Realizó sus estudios primarios en el Colegio José Gálvez y los secundarios en el Colegio Melitón Carbajal de Lima.
Estudió la carrera de Cooperativismo en la Universidad Nacional Federico Villarreal donde también realizó asimismo una maestría en Docencia Universitaria y un diplomado en administración.
Desde 1991, es docente en dicha universidad y entre 1995 y 1998, fue director del Instituto Tecnológico Superior Monseñor Víctor Álvarez Huapaya.

## Vida política
Su carrera política se inicia en las elecciones municipales de 1998, donde postuló a la Alcaldía de Huamanga por Acción Cívica, sin embargo, no resultó elegido.

### Vicepresidente de Ayacucho
En las elecciones regionales del 2002, Urquizo fue elegido vicepresidente del Gobierno Regional de Ayacucho por el Partido Aprista Peruano, bajo la gestión de Omar Quezada, para el periodo regional 2003-2006.

### Congresista
En las elecciones parlamentarias del 2006, postuló al Congreso de la República representando al Departamento de Ayacucho por la coalición entre Unión por el Perú y el recién creado Partido Nacionalista Peruano. Urquizo resultó elegido congresista, con 12,794 votos, para el periodo parlamentario 2006-2011.
En el parlamento ejerció como vicepresidente de la Comisión de Inteligencia y como presidente de la Comisión de Producción.
Fue reelegido en las elecciones del 2011 por la alianza Gana Perú, con 19,812 votos, periodo 2011-2016.
Ejerció como presidente de la Comisión de Inteligencia y de la Comisión de Defensa. También ejerció como vicepresidente de las comisiones de Producción y Economía.

### Ministro de la Producción
El 11 de diciembre del 2011, Urquizo fue nombrado como ministro de la Producción por el expresidente Ollanta Humala en reemplazo de Kurt Burneo.
Permaneció en el cargo hasta el 14 de mayo del 2012, donde asumió un nuevo ministerio y fue reemplazado por Gladys Triveño.

### Ministro de Defensa (2012)
El 14 de mayo del 2012, tras la crisis por la renuncia de su antecesor Alberto Otárola, Urquizo fue nombrado ministro de Defensa en su reemplazo.
Permaneció en el cargo hasta su renuncia en julio del 2014, donde fue reemplazado por Pedro Cateriano.
Fue suspendido temporalmente de la bancada nacionalista tras ser vinculado con el ex-operador de Vladimiro Montesinos, Óscar López Meneses.
En las elecciones regionales del 2018, postuló al Gobierno Regional de Ayacucho por el Movimiento Regional Gana Ayacucho quedando en el tercer lugar de las preferencias con el 12.961% de votos.
Actualmente se desempeña como regidor de la Provincia de Huamanga, siendo elegido en las elecciones regionales y municipales del 2022.